# In My Chair (album)
In My Chair è una raccolta del gruppo musicale britannico Status Quo, pubblicata nel 1979 dalla Vogue P.I.P..

## Il disco
Contiene materiale inciso dal gruppo durante la prima fase della loro carriera, dal 1968 al 1971, nella vigenza del primo contratto con la Pye Records.

## Tracce
Lato A
1. In My Chair – 2:38 (Rossi, Young)
2. Junior's Wailing – 3:32 (White, Pugh)
3. Umleitung – 7:06 (Lancaster, Lynes)
4. Lazy Poker Blues – 3:37 (Green, Adams)

Lato B
1. Gerdundula – 3:47 (Manston, James)
2. Someone's Learning – 7:06 (Lancaster)
3. Pictures of Matchstick Men – 3:12 (Rossi)
4. Spinning Wheel Blues – 3:18 (Rossi, Young)

## Formazione
- Francis Rossi – chitarra solista, voce
- Rick Parfitt – chitarra ritmica, voce
- Alan Lancaster – basso, voce
- John Coghlan – percussioni
- Roy Lynes – tastiera